# Janó
Janó (szlovákul: Janov) község Szlovákiában, az Eperjesi kerület Eperjesi járásában.

## Fekvése
Eperjestől 8 km-re délnyugatra, a Szinye-patak partján fekszik.

## Története
1341-ben „Janula” néven említik először a falut, melynek leírják plébániáját, malmát és egy nemesi kúriáját. 1393-tól a mislyei prépostság birtoka. 1427-ben az adóösszeírásban „Jano” alakban szerepel 20 adózó családfővel. 1789-ben 31 házában 215 lakos élt.
A 18. század végén Vályi András így ír róla: „JANO. Janov. Tót falu Sáros Várm. földes Ura a’ Religyiói Kintstár, az elött a’ Kassai Jesovita Atyáknak birtokok vala, lakosai katolikusok, fekszik Eperjeshez nem meszsze, Radácsnak filiája, határja hegyes, réttye sarjút is terem, legelője, és fája elég van, Eperjesi piatzozása közel.”
1828-ban 32 háza volt 232 lakossal, akik földműveléssel, gabonakereskedelemmel, ló- és állattenyésztéssel foglalkoztak, illetve a radácsi uradalomban dolgoztak.
Fényes Elek 1851-ben kiadott geográfiai szótárában így ír a faluról: „Janó, tót-orosz falu, Sáros vmegyében, Radács fiókja: 40 r., 79 g. kath., 108 evang., 4 zsidó lak. 10 3/4 jobbágytelek. F. u. az alapitványi kincstár. Ut. p. Eperjes.”
1920 előtt Sáros vármegye Eperjesi járásához tartozott.

## Népessége
| Év:            | 1994. | 2004.    | 2014.    | 2024.   |
| -------------- | ----- | -------- | -------- | ------- |
| Emberek száma: | 248   | 277      | 325      | 309     |
| Eltérés:       |       | +11,69 % | +17,32 % | -4,92 % |

| Év:            | 2023. | 2024.   |
| -------------- | ----- | ------- |
| Emberek száma: | 314   | 309     |
| Eltérés:       |       | -1,59 % |

1910-ben 185, túlnyomórészt szlovák anyanyelvű lakosa volt.
2001-ben 277 szlovák lakosa volt.
2011-ben 302 lakosából 284 szlovák volt.

## Nevezetességei
- Mihály arkangyal tiszteletére szentelt, görögkatolikus temploma 1864-ben épült neoklasszicista stílusban.